# Jean Édouard Bommer
Joseph (Jean) Édouard Bommer (1829 - 1895) fou un micòleg, botànic, pteridòleg, i explorador belga. Va desenvolupar activitats acadèmiques com a professor de botànica a la Universitat Lliure de Brussel·les.
Es va casar en 1865, amb la micòloga Elisa Caroline Destrée de Bommer (1832-1910).

## Algunes publicacions

### Llibres
- joseph edouard Bommer. 2010. Notice Sur Le Jardin Botanique de Bruxelles. Edició reimpresa de BiblioBazaar, 48 pp. ISBN 1-147-34873-1 original de 1871[Enllaç no actiu]

- -------------------------------------. 1874. Sur l'amylogenèse dans le règne végétal. 23 pp.

- -------------------------------------. 1869. Les platanes et leur culture. Editor Mayolez, 24 pp. en línia[Enllaç no actiu]

- -------------------------------------. 1867a. Monographie de la classe des fougères. 107 pp.

- -------------------------------------. 1867b. De la fécondation artificielle des palmiers et de la récolte du pollen pour cette opération. Edició reimpresa de Impr. C. Annoot-Braeckman, 12 pp.

## Honors
Fou triat membre de la Societat Botànica de França

### Epònims
Gènere
- (Adiantaceae) Bommeria E.Fourn. in Baill.[1]

Espècies
- (Adiantaceae) Gymnogramma bommeri Christ[2]

- (Vittariaceae) Vittaria bommeri Christ[3]